# Jonas-Insel
Die Jonas-Insel (russisch остров Ионы, ostrow Iony), früher Sankt-Jonas-Insel, ist eine unbewohnte russische Insel im Ochotskischen Meer. Sie liegt isoliert, knapp 250 Kilometer nördlich von Sachalin und 330 km südlich von Ochotsk.
Die acht Hektar große und 150 m hohe Insel wurde 1789 entdeckt. Ab Mitte des 19. Jahrhunderts jagten hier amerikanische Walfänger etwa 20 Jahre lang den Grönlandwal. Seit 1994 liegt die Insel in einem Naturschutzgebiet regionaler Bedeutung mit hoher Bioproduktivität. Sie wird von Seevögeln und Stellerschen Seelöwen bewohnt. BirdLife International weist die Insel seit 2004 als Important Bird Area (RU138) aus.
Die Insel ist nach dem russisch-orthodoxen Metropoliten Jonas (1448–1461) benannt.